# Tom van Deel
Tom van Deel (Apeldoorn, 21 februari 1945 – Amsterdam, 12 augustus 2019) was een Nederlands dichter en literatuurcriticus. Hij publiceerde enkel met zijn voorletter als T. van Deel.

## Loopbaan
In 1967 publiceerde hij onder de pseudoniemen G. en Gerrit Vogel gedichten in Pharetra, studentenblad van de Vrije Universiteit Amsterdam. In 1969 verscheen zijn debuut, de dichtbundel Strafwerk, bij uitgeverij Querido. In 1987 ontving hij de Jan Campertprijs voor zijn dichtbundel Achter de waterval. In 1988 verscheen Gedichten, 1969-1986, een verzameling van zijn gedichten tot dan toe.
Van Deel was van 1969 tot 2008 literair recensent van het dagblad Trouw. Hij was tevens een van de oprichters van het literaire tijdschrift De Revisor, waar hij tot 1981 redacteur was.
In 1971 werd Van Deel benoemd tot docent moderne Nederlandse letterkunde aan het Instituut voor Neerlandistiek van de Universiteit van Amsterdam. Hij vervulde deze functie tot 2006.

## Prijzen
- 1987 - Jan Campert-prijs voor Achter de waterval[5]

## Persoonlijk leven
Van Deel was van 1993 tot 2009 getrouwd met de dichteres Marjoleine de Vos.